# Putinismus
Als Putinismus (russisch Путинизм) bezeichnen verschiedene Autoren das politische System und die ideologische Untermauerung der Herrschaft von Präsident Wladimir Putin in Russland seit dem Jahr 2000. Alternative Bezeichnungen sind Putin-Regime, System Putin oder Moskauer Regime.
Der Putinismus war seit Beginn seines Auftretens bedeutenden innen-, außen- und wirtschaftspolitischen Entwicklungen unterworfen. Der anfängliche klassische Putinismus (2000–2008) deckt die ersten zwei Amtszeiten Putins als Präsident ab und wies noch bestimmte Elemente liberaler Politik auf. Darauf folgte die ideologisch undefinierte Tandem-Phase (2008–2012), also die Doppelherrschaft Putins mit Dmitri Medwedew. Die anschließende und bis heute fortdauernde Phase wird als entwickelter Putinismus bezeichnet, die von autoritärem Konservatismus, Militarismus und imperialem Nationalismus geprägt ist.

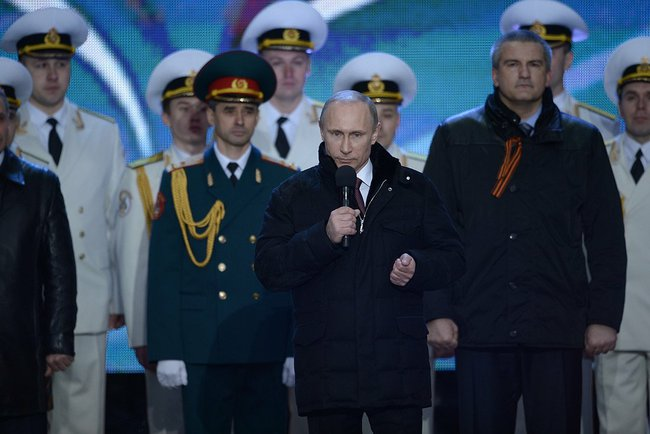
Wladimir Putin bei seiner Rede nach der russischen Annexion der Krim am 18. März 2014

Spätestens seit dem russischen Überfall auf die Ukraine 2022 wird der Putinismus von einigen Historikern und Politologen auch als faschistisch bezeichnet. Stimmen aus der vergleichenden Faschismusforschung lehnen eine derartige Einschätzung bisher ab, da das Putin-Regime zwar ultranationalistisch, im Gegensatz zum Faschismus jedoch reaktionär und nicht revolutionär ausgerichtet sei und vergleichen Putins Russland stattdessen mit imperialistischen Autokratien wie dem Russischen Kaiserreich unter Nikolaus I. oder dem Japanischen Kaiserreich während des Zweiten Weltkriegs. Im Kontext des russischen Angriffskrieges gegen die Ukraine 2022 wird in der Öffentlichkeit das Kofferwort Raschismus verwendet.

## Aufkommen des Begriffs
Als der russische Präsident Boris Jelzin am 31. Dezember 1999 zurücktrat, übernahm der damalige Ministerpräsident Putin, den Jelzin zu seinem Nachfolger bestimmt hatte, dessen Amtsgeschäfte zunächst kommissarisch. Der Begriff Putinismus wurde kurz danach geprägt. Als erster verwendete ihn der russische Mathematiker und Publizist Andrei Piontkowski, der später mehrere Bücher über Putin geschrieben hat. Am 11. Januar 2000 erschien in der Sowetskaja Rossija ein Artikel von Piontkowski, der am selben Tag auch auf der Website der Partei Jabloko zu lesen war. In der Überschrift dieses Artikels definierte Piontkowski den von ihm so genannten Putinismus als „das höchste und letzte Stadium des Räuber-Kapitalismus in Russland“. Er erklärte, dies sei das Stadium, in dem das Bürgertum „die Flagge der demokratischen Freiheiten über Bord wirft“. Weitere Merkmale des Putinismus seien die „Konsolidierung“ der Nation durch Hass gegen ethnische Minderheiten, die Bekämpfung der Redefreiheit, „Gehirnwäsche“, die Selbstisolation von der Außenwelt und weiterer wirtschaftlicher Niedergang. Im selben Artikel verglich Piontkowski Jelzin mit Hindenburg, der Hitler zur Machtergreifung verholfen hatte.
Der französische Philosoph Michel Eltchaninoff bezeichnet die ideologische Untermauerung des russischen Putin-Regimes in seinem 2015 erschienenen Buch Dans la tête de Putin (2016 und 2022 auf Deutsch unter dem Titel In Putins Kopf) ebenfalls als Putinismus.

## Phasen
Der Osteuropaexperte Richard Sakwa unterschied 2013 im als Putinismus bezeichneten politischen System Russlands vier Phasen, wobei er für die ersten beiden Phasen zwischen den Jahren 2000 und 2008 die Bezeichnung klassischer Putinismus verwendet. In dieser Zeit sei die historische Entwicklung des Regimes noch offen gewesen. Als dritte Phase des Putinismus nennt Sakwa die „Tandem-Regierung“, also die Doppelherrschaft während der Präsidentschaft Dmitri Medwedews mit Putin als Ministerpräsidenten von 2008 bis 2012. Für die bisher letzte Phase seit 2012 verwendet Sakwa den Begriff „entwickelter Putinismus“. Sakwa betont die Kontinuität der Entwicklung, die schon mit Boris Jelzin 1991 begann und von Anfang an bei der Steuerung der politischen Prozesse bestimmte autoritäre Elemente aufwies. „Beide (Jelzin und Putin) haben versucht, die konkurrierenden Ansprüche zu steuern, nämlich den Drang nach politischer Partizipation und sozialer Sicherung einerseits, und die Fragmentierung des postsowjetischen Eurasiens sowie die neuen sicherheitspolitischen Herausforderungen auf internationaler Ebene andererseits.“ Wahlen stellten seit 1991 „einen sekundären Vorgang zur Legitimierung des Status quo dar“.
In seiner entwickelten Form wies der Putinismus nach Sakwa „neue Methoden des politischen Managements“ auf: die Strategie selektiven Zwangs gegen Führungspersönlichkeiten der Opposition wie Alexei Nawalny, die Strategie der Beschränkung etwa des Demonstrationsrechts und des Aktienbesitzes im Ausland. In der Strategie der Kooptation sei die Allrussische Volksfront wichtigster „Kooptierungsmechanismus“. In der Strategie des Überzeugens seien ideologische Initiativen unternommen worden, „unter anderem durch eine betont antiwestliche Haltung, eine engere Verbindung zur orthodoxen Kirche und das Eintreten für konservative kulturelle und Familienwerte“. Sakwa diagnostiziert, diese Phase sei von Stagnation, Unterdrückung des Pluralismus und Korruption gekennzeichnet. Alternative sei ein „Putinismus ohne Putin“ als fünfte Phase durch anhaltenden „Druck demokratischer Bewegungen, begleitet von einer Wiederbelebung des Verfassungsstaates“ oder „Revolution und Kollaps“. Zu Beginn glaubten Liberale an Fortschritt durch Putin. Über die Jahre wurden die konservativen Bevölkerungsschichten im peri-urbanen und ländlichen Raum zu seinen Unterstützern.
Auch Michel Eltchaninoff (2022) macht im Putinismus verschiedene Phasen aus. So hätten Putins Ansichten ab 2013 eine „konservative Wende“ genommen, und seit 2014 sei Putin „zum Imperialisten“ geworden.

## Merkmale

### Charakterisierungen
Samuel P. Huntington sah 2002 Putins Verhältnis zum Westen als wesentliches Merkmal des Putinismus. Während Jelzin sich mit dem Westen ideologisch und kulturell identifiziert habe, sei Putin bloß ein Pragmatiker: „Wenn es ihm passt, kooperiert er mit den USA, mit dem Westen“; er könne aber auch genau das Gegenteil tun.
Der deutsche Politikwissenschaftler Manfred Sapper beschrieb in einem Rückblick auf das Jahr 2012 den Putinismus anhand von vier Unterschieden zur realsozialistischen Diktatur in der Sowjetunion: An die Stelle der Partei sei „eine Vielzahl von Klans, Seilschaften und Netzwerken“ getreten, „die ihre materiellen Interessen befriedigen, indem sie ökonomisch relevante Ressourcen wie die exportfähigen Rohstoffbranchen kontrollieren“ und sich aus den Erlösen bereichern. Es gebe keine messianische Ideologie mehr. Zwar werde keine „Massengewalt“ angewendet, aber Willkür und Repression seien an der Tagesordnung. Und: Die Grenzen seien offen – man könne das „System Putin“ verlassen.
Für Markus Wehner beruht der Machterhalt der „modernen Diktatur“ in Russland vor allem auf Propaganda (und nicht wie früher auf Gewalt). Die Propaganda der Russischen Föderation setzt auf Nationalismus und die traditionellen Symbole Militär und orthodoxes Christentum und brandmarkt die urbanen, jungen Liberalen als fünfte Kolonne des feindlichen Auslands.
Marcel H. Van Herpen, Direktor der Cicero Foundation, verglich den Putinismus mit anderen Regierungsformen. Im Jahr 2013 beschrieb er Übereinstimmungen des Putinismus mit Merkmalen des Bonapartismus, des italienischen Zwischenkriegsfaschismus und des Berlusconismus. Mit dem Regierungssystem Napoleons III. sah er insofern Gemeinsamkeiten, als auch der Bonapartismus durch einen allgegenwärtigen Geheimdienst, Zensur der Medien, ein formelles Mehrparteiensystem mit schwacher Stellung des Parlaments und ein Streben nach Vergrößerung des Territoriums sowie militärische Abenteuer gekennzeichnet gewesen sei. Der Putinismus sei aber moderner, da die physische Repression durch Steuerung der öffentlichen Meinung über die Medien und Wahlmanipulationen ersetzt worden sei.
Der putinistische Politiker Wjatscheslaw Wolodin betonte die zentrale Rolle Putins und sagte im Oktober 2014 zuspitzend: „Wenn es Putin gibt, dann gibt es Russland. Wenn es Putin nicht gibt, gibt es auch Russland nicht.“
Alan Posener von der Welt schrieb im Zusammenhang mit der Diskriminierung von Minderheiten in Russland: „Der Putinismus lebt davon, außen- und innenpolitische Feinde zu schaffen und sie propagandawirksam niederzuringen.“
Für Walter Laqueur war schon früh nach dem Zusammenbruch der Sowjetunion klar, dass in Russland keine (westliche) Demokratie entstehen würde. Er wunderte sich nur über die Geschwindigkeit des Wandels des politischen Systems und seiner Ideologie, „vom Kommunismus zum Staatskapitalismus, vom Internationalismus zum Nationalismus und dieser getragen von einem bedeutenden Einfluss der orthodoxen Kirche“. Russland sei 2015 wieder eine Diktatur, „autoritär, aber nicht faschistisch“. Allerdings verfüge dieses autoritäre System mit seiner Ideologie über ein Sendungsbewusstsein, „eine Bemühung, Russlands Sendung weiter zu führen“, wobei diese Sendung für Laqueur „abgesehen vom weitverbreiteten Glauben, dass der Westen dekadent sei“ noch schwammig blieb. Russland müsse aber gemäß Überzeugung seiner Führung eine „moralische und kulturelle Führungsrolle“ spielen, da der Westen seine Werte aufgegeben habe. Laqueur postulierte eine Überzeugung des Kremls, wonach die Daseinsberechtigung Russlands direkt von dieser Führungsrolle abhinge.
Anne Applebaum diagnostizierte 2013, dass liberale und kapitalistische Elemente wie die Existenz von Börse und Banken unter Putin immer nur scheinbar und oberflächlich seien, an einem Rechtsstaat und echtem Unternehmertum habe Putin kein Interesse. Russland ähnele keiner Marktökonomie, sondern sei ein feudaler Rohstoffstaat analog Saudi-Arabien. Die feudale Machtausübung werde nicht durch westliche Sicherheitspolitik oder gar militärische Angriffe bedroht, sondern durch die Rhetorik westlicher Demokratie, die Autokratien weltweit durch ihre Attraktivität für die Bevölkerungen bedrohe. Putins Auffassungen ähnelten denen des langjährigen KGB-Chefs Juri Andropow, der als technokratischer Modernisierer dennoch gerade in demokratischen Diskussionen eine herrschaftsgefährdende Gefahr insbesondere für die Tschekisten des KGB gesehen hatte. Die Vorstellung, dass demokratische Dissidenten vom Westen gesteuert würden, sei durchaus die tatsächliche Meinung Putins. Er habe im Gegenzug weltweiten Rückhalt in autoritären Systemen aufgebaut, deren Existenz er sichern wolle und denen sein Modell attraktiv erscheine, er versuche ferner erfolgreich, die für sein Russland charakteristische Korruption zwecks Einflussgewinnung auf den Westen auszudehnen. Propagandistische Mobilisierung gegen den Westen diene der Immunisierung der eigenen Bevölkerung gegen demokratische Bestrebungen.
Der exilierte Oligarch Michail Chodorkowski, einer der größten Kritiker Putins, bezeichnete im März 2017 das unter Putin etablierte Herrschaftssystem als „feudalistisch-kriminell“. Im Buch Der Weg in die Unfreiheit (2018) legt Timothy Snyder dar, dass eine an rechtsradikal-faschistische Theorien anknüpfende, großrussisch-„eurasische“ Ideologie den Kern des heutigen Putinismus bildet, den er zugleich als Schizofaschismus charakterisiert.
Der ehemalige Präsidentenberater Wladislaw Leonidowitsch Inosemzew erkannte schon 2018 kein Ziel in Putins Politik, außer es wäre jenes, in einem Land, das nicht einmal den Schein einer Demokratie wahre, Diktator zu werden. Russland sei 2021 „keine moderne europäische Gesellschaft: Es ist ein ehemaliges Imperium, das nie ein Nationalstaat war“. Es sei auch keine demokratische Republik, sondern ein Handelsstaat, der den Herrschern gehöre, Putin habe mit loyalen Silowiki Russland im Handstreich übernommen. Putin sei auch „kein Politiker oder gar Militär [], sondern ein Spion, der weniger an Institutionen und Hierarchien, sondern mehr an Loyalität und Netzwerke“ glaube: Aufgrund seiner eigenen Handhabe glaube Putin, „dass die Welt von Menschen regiert wird und nicht von Institutionen“. Im Frühjahr 2022 erklärte Inosemzew, Russland erfülle nun „mustergültig den Katalog dessen, was Faschismus ausmacht“. Stefan Meister nannte das Regime um Putin „zunehmend faschistisch“ und ging davon aus, dass Angst die russische Gesellschaft vermehrt prägen werde.
Auch der polnische Schriftsteller Szczepan Twardoch bezeichnete Russland 2022 als eine „faschistische Diktatur ... mit allen Attributen einer solchen: staatlichem Nationalismus, fehlender Opposition, militärischer Indoktrinierung der Jugend schon im frühesten Alter, Arbeitslagern und Mord an politischen Gegnern“. Der russische Dichter Dmitri Lwowitsch Bykow hatte schon Ende 2019 festgestellt, dass die Russische Gesellschaft in der ihr innewohnenden Trägheit entlang der herrschenden Propaganda in „rasendsten Faschismus“ abgleite.
Für den Osteuropahistoriker Karl Schlögel handelt es sich beim Putinismus um „eine Gewaltordnung nach dem Ende des Kontinentalimperiums und eines staatssozialistischen Systems“. Korruption und Kleptokratie seien im System angelegt. Der Präsident stehe an der Spitze eines Polizeistaats mit pseudodemokratischen Strukturen. Schlögel spricht von einer sowjetisch-stalinistischen DNA der heutigen russischen Gewaltherrschaft – mit gezielter Tötung von Oppositionellen, wieder alltäglich werdender Gewalt in Gefängnissen und Lagern, Verschwörungsmythen und willkürlicher Mobilisierung für den Krieg. Schlögel betont auch die kulturelle Dimension und Hegemonie des Putinismus: „die Mixtur aus Putins orthodoxer Pseudo-Frömmigkeit, die Verleihung von Orden für die Verantwortlichen von Massakern wie in Butscha, den Terror, die allabendlichen Hetzsendungen im russischen Fernsehen mit einem unvorstellbaren Vokabular und die Schamlosigkeit, mit der gelogen wird.“

### Innenpolitik
Das Konzept manifestierte sich durch einen Gesellschaftsvertrag, bei welchem mit der Regierungsform der gelenkten Demokratie vor allem die Stabilität von Staat und Gesellschaft erreicht werden sollte, dies bei einem Vorrang der öffentlichen Ordnung vor individuellen Freiheiten und damit einher gehenden Einschränkungen bei der Verwirklichung der Menschenrechte in Russland. Stillschweigend nahmen die Russen die Finanzierung von Sozial- und Rüstungsausgaben durch die verstaatlichte Rohstoffausbeutung hin. Respektlosigkeit gegenüber Behörden wurde auch im Internet strafbar.
Ein in der Vorbereitung befindliches Präsidialdekret zur Kultur und gegen die Bedrohungen durch einen angeblichen „Kult der Selbstsucht, Freizügigkeit und Unmoral“ wurde im Februar 2022 vorerst gestoppt. Das Dekret sollte „traditionelle spirituelle und moralische Werte“ (Patriotismus, Dienst am Vaterland und Verantwortung für sein Schicksal, hohe moralische Ideale, eine starke Familie, die Priorität des Spirituellen vor dem Materiellen, das historische Gedächtnis, die Einheit der Völker Russlands) festlegen. Kritisch betrachtet ziele das Projekt darauf ab, die Institution der ideologischen Politoffiziere und der offiziellen staatlichen Zensur wiederherzustellen.
Kulturschaffende monierten, daraus folge, dass alles Kreative, das nicht mit der Bewahrung traditioneller Werte zusammenhänge, unnötig und damit implizit verboten sei.

### Außenpolitik
Nach Ansicht von Ulrich Menzel steht eine revisionistische Politik der Errichtung einer Einflusssphäre im postsowjetischen Raum im Zentrum des Putinismus. Dazu nutze Putin sowohl politische Mittel (z. B. Konfrontation in der UNO) als auch wirtschaftliche (z. B. Energierohstoffexporte) und militärische Methoden (z. B. Krieg in der Ukraine seit 2014).
Das Putin-Regime sieht die Rolle westlicher Länder und Bündnisse kritisch. Es behauptet, die NATO-Osterweiterung wäre eine Bedrohung der Sicherheit Russlands. Nach der Intervention im Kaukasuskrieg 2008 mit Georgien machte die Machtpolitik 2014 auch vor der Annexion der Krim, eines Gebietes des heute unabhängigen Staates Ukraine, nicht halt. Dabei werde, wie die deutsche Bundeskanzlerin Angela Merkel kommentierte, „das Recht des Stärkeren“ gegen die „Stärke des Rechts“ gestellt.
Als Putin-Doktrin lässt sich die strategische Absicht erkennen, die seit 1990 entstandene Sicherheitsstruktur Europas grundlegend zu verändern.   
Am 24. Februar 2022 begannen russische Streitkräfte auf Befehl von Putin einen völkerrechtswidrigen Angriffskrieg auf die Ukraine. Der dem Kreml nahestehende Sergej Karaganow schrieb am gleichen Tag, mittels konstruktiver Zerstörung solle die bisherige Sicherheitsarchitektur aufgehoben werden. Die Ende 2021 im Rahmen der Ukrainekrise erfolgte ultimative Aufforderung an die NATO, den Aufbau militärischer Strukturen nahe Russland generell zu unterlassen und auf jede Erweiterung im Osten zu verzichten, sei der Beginn dieser konstruktiven Zerstörung der seit 1990 bestehenden Ordnung in Europa; diese solle durch eine andere Art von Beziehungen mit dem Westen ersetzt werden. Die Charta von Paris und die NATO-Russland-Grundakte seien aus russischer Schwäche geborene Fehler gewesen.
Die Außenpolitikexpertin Angela Stent schrieb einen Monat vor dem Beginn des Angriffskrieges, Putin habe das Ziel, für Russland einen Status zu erreichen wie die Sowjetunion ihn hatte. Putin verlange mindestens eine eigene privilegierte Einflusssphäre in der post-sowjetischen Nachbarschaft, wo den politischen Wünschen Russlands Gehorsam geschuldet würde. Putin fordere auch, dass Russland an allen wichtigen internationalen Entscheidungen beteiligt sein müsse. Nur wenigen Staaten wie Indien, VR China, Russland und den USA komme diese volle Souveränität zu. Putin betrachte die Auflösung der Sowjetunion als Katastrophe, deren Auswirkungen rückgängig gemacht oder abgemildert werden müssten, insbesondere, dass Millionen ethnischer Russen außerhalb der Russischen Föderation lebten. Die NATO müsse sich auf den Stand vor der ersten NATO-Osterweiterung (im März 1999 traten Polen, Tschechien und Ungarn bei) zurückziehen und Länder wie Schweden und Finnland müssten weiterhin neutral bleiben. Generell suche Putin Zusammenarbeit mit Autokratien und die Unterminierung von Demokratien. Endziel sei das revisionistische Aufbrechen der transatlantischen Partnerschaft der USA mit Europa und eine neue Weltordnung, die den Prinzipien des Konzerts der Mächte im 19. Jahrhundert entspräche und die von den USA geschaffene liberale Ordnung ersetze. Die Annahme amerikanischer Schwäche und die russische militärische Aufrüstung der letzten Jahre erhöhten das Risiko eines aggressiven Vorgehens Putins. Im Zentrum von Putins Aufmerksamkeit stehe die Ukraine.
Margareta Mommsen schrieb Putin 2022 das Ziel zu, Russland, Belarus und die Ukraine und möglicherweise Teile von Kasachstan staatlich zu vereinigen. Die Demokratiebewegung in der Ukraine und ihre Hinwendung zum Westen in der Maidan-Revolution nehme er als Bedrohung wahr, da eine sich demokratisierende Ukraine ein „Gegenmodell zum Putinismus“ sei. Putin selbst habe für Russland diesbezüglich „von einer Gefahr der Ukrainisazija gesprochen“.

## Russki Mir

### Historische Entwicklung
Die Idee des Russki mir hat ihre Wurzeln bereits im 19. Jahrhundert, ursprünglich als poetische Metapher. Der Schriftsteller und Historiker Nikolai Michailowitsch Karamsin (1766–1826) rechtfertigte 1818 in seinem Hauptwerk Geschichte des russischen Staates (История государства Российского) die Selbstherrschaft des Zaren (russisch: cамодержавие; samoderschawie) als Ausdruck des russischen Volksgeistes, der als einigendes Kollektivsymbol einfaches Volk und Adel verbinden sollte, ebenso wie die Liebe zur russisch-orthodoxen Religion. Ganz im Geiste Karamsins prägte der Politiker und Wissenschaftler Sergei Semjonowitsch Uwarow 1833 die Losung Orthodoxie, Autokratie, Nationalität als Gegensatz zur Losung Freiheit, Gleichheit, Brüderlichkeit der Französischen Revolution. Puschkins Freund, der Schriftsteller Pjotr Andrejewitsch Wjasemski nannte 1848 in seinem Gedicht Die heilige Rus die Symbole, die Russland vor dem verderblichen europäischen Einfluss bewahren sollten: Orthodoxer Glaube, Liebe zum Zaren, die russische Geschichte und schließlich die russische Sprache, welche er zum Medium erklärte, durch das der russische Mensch mit Gott kommuniziere. Am 14. März 1848 hatte ein Zarenmanifest Über die Vorkommnisse im westlichen Europa die zentralen rhetorischen Argumente vorgegeben:
Die Religion sei als Vermächtnis der Vorfahren zu bewahren und, da Russlands Feinde überall seien, müsse die Verteidigung Russlands überall und nicht nur an seinen Grenzen erfolgen. Auch Dostojewskij sah die Mission Russlands darin, „mit den russischen Worten der Wahrheit die tragischen Missverständnisse der west-europäischen Zivilisation zu korrigieren“, wie er 1873 im Tagebuch eines Schriftstellers formulierte.
Solche Sakralisierung hatte mit der Oktoberrevolution zunächst ein Ende, doch entwickelte die Sowjetunion als Träger der Revolutionsidee sowie auch als Weltmacht einen wahrlich globalen „Welt“-Begriff. Ab 1944 hieß es in der Hymne der Sowjetunion: „Die unzerbrechliche Union der freien Republiken vereinigte für die Ewigkeit die große Rus.“
Zum anderen hatten die so genannten Eurasier seit den 1920er Jahren im Exil einen unüberwindlichen Gegensatz zwischen der eurasischen Kultur Russlands und der „germano-romanischen“ Kultur Westeuropas imaginiert. Innerhalb Russlands wurden erst in den 1990er Jahren bei der „Neuen Rechten“ diese Ideen zielstrebig den neuen politischen Bedingungen angepasst und nach dem Wegfall und an Stelle der marxistisch-leninistischen Ideologie zu einer neuen imperialistischen, dem Neo-Eurasismus weiterentwickelt.

### Im 21. Jahrhundert
Das ursprüngliche Kulturkonzept Russki Mir („Russische Welt/Gemeinschaft“) dient nun in ideologisierter Form zur Legitimierung des russischen Einflusses im postsowjetischen Raum („Nahes Ausland“). Es postuliert mit Rückgriff auf die Zeiten der Kiewer Rus eine gemeinsame ostslawische Identität („dreieiniges russisches Volk“), worin die russische Sprache und Literatur eine besondere Verbindung herstelle. Der belarussische Philosoph und Dichter Ihar Babkou beschrieb das Wesen des Konzepts 2022 hingegen mit folgenden Worten: „Die heutige ‚Russische Welt‘ umfasst Praktiken des brutalen und aggressiven Neoimperialismus, die vor allem gegen die direkten Nachbarstaaten gerichtet sind“, wie sie erst seit „2014/2015 vollständig zum Vorschein gekommen sind“.
Die geopolitische Konzeption vereint antiwestliche, antiliberale und neoimperiale Strömungen. Der Begriff wäre im rein russischen Verständnis mit dem Commonwealth vergleichbar, unterscheidet sich aber markant durch die Tatsache, dass die Kirche und die Religion eine wesentliche Rolle spielen. Die Gegnerschaft der Kirche gegenüber dem Westen wird auch mit dessen angeblicher „Christianophobie“ begründet. Diese radikale Abgrenzung von Europa mündet im russischen „Sonderweg“.
Der Sprachgebrauch ist uneinheitlich, neben einem spezifischen, „russischen“ Geschichtsbewusstsein kann der Begriff auch einfach die Unterstützung für die russische beziehungsweise putinsche Politik bedeuten.
2006 definierte Wladimir Putin das Konzept und forderte Künstler auf, den Ausdruck zu verwenden, 2007 gründete er die Stiftung Russki Mir. Russische Sprache und Kultur sollten damit vor allem in den ehemaligen Sowjetstaaten gefördert werden. Die Bewegung entwickelte, beeinflusst vom Panslawismus und mit ihrer Gegenüberstellung einer orthodoxen Kraft gegenüber dem Westen, eine eigene konfrontative Dynamik. Die Ideologie der russisch-orthodoxen Kirche, geführt vom Patriarchat von Moskau und der ganzen Rus, deckt sich mit der staatlichen Politik der russischen Welt, auch sie erhebt ihren Machtanspruch über die Grenzen Russlands hinaus. Die russisch-orthodoxe Kirche und der Moskauer Patriarch trügen eine direkte Verantwortung für die expansive Politik Russlands. Ein Netzwerk im Dienste Russlands propagiert Russki Mir speziell in der Ukraine, in Georgien und in Moldawien, jenen Ländern, welche die Absicht bekundeten, sich der westlichen Welt anzuschließen; seit 2012 setzte Moskau dafür schätzungsweise 130 Millionen Dollar im Jahr ein. Dass die Suche einer neuen russischen Doktrin zur autoritären Rechten führen würde, war für Walter Laqueur klar gewesen, aber das Tempo und wie weit diese Entwicklung gehen würden, überraschten ihn.
Dazu kommt das Konzept einer „heiligen Rus“, also der Beanspruchung der Kiewer Rus als Ursprung Russlands. Nach russischen Vorstellungen ist der Platz der Ukraine in der russischen Welt. Im Falle der Ukraine spricht eine Mehrheit der Russen den Ukrainern gar ab, eine staatsbildende Kraft zu besitzen, und betrachtet sie als Teil ihrer umfassenden orthodoxen russischen Gemeinschaft Russki Mir. Der Begriff Russki Mir kommt in der Präambel der Verfassung der „Volksrepublik Donezk“ gleich vier Mal vor. Nach dem begonnenen Hybridkrieg gegen die Ukraine fand sich die gesamte Bandbreite imperialer Organisationen von ultra-religiös bis linksradikal hinter dem Begriff vereint.

## Theoretiker des Putinismus
Laut dem französischen Philosophen Michel Eltchaninoff (2015, 2022), der eine Arbeit über den Putinismus verfasst hat, habe Putin als politischer Lenker kein Interesse daran, in Russland eine Staatsideologie nach dem Vorbild des Marxismus-Leninismus in der Sowjetunion zu etablieren. Jedoch könne man in seinen Reden und seinem Handeln verschiedene philosophische Einflüsse ausmachen. Dabei vermenge Putins Ideologie sehr verschiedenartige philosophische Linien miteinander: die weißgardistischen Traditionen Iwan Iljins (1883–1954), den großrussischen Panslawismus von Nikolai Danilewski (1822–1885), die Ideen der deutschen Konservativen Revolution um Carl Schmitt (1888–1985), Ernst Jünger (1895–1998) und Ernst Niekisch (1889–1967), die eurasischen Theorien von Lew Gumiljow (1912–1992) und Alexander Dugin (* 1962) sowie auch Teile des sowjetischen Denkens. Den gemeinsamen Kern aller dieser ideologischen Ansätze sieht Eltchaninoff in „der Idee des Imperiums und der Apologie des Krieges“.
Eltchaninoff bewertet Putins Methode, eine eigene „Geschichtsphilosophie“ zu konstruieren, als „Flickenteppich“. Insbesondere gebe es ein Spannungsverhältnis zwischen den Hauptzielen der drei hauptsächlichen „Vorbilder“ Putins, nämlich dem Panslawismus, dem Eurasismus und dem antimodernen Konservatismus. Eltchaninoff weist darauf hin, dass Putin zu Beginn der Annexion der Krim 2014 philosophische Schriften an Tausende Funktionäre, Gouverneure und Parteikader in Russland mit einer Lektüreempfehlung verteilen ließ. Es habe sich um die Bücher „Unsere Aufgaben“ von Iwan Iljin, „Die Philosophie der Ungleichheit“ von Nikolai Berdjajew und „Die Rechtfertigung des Guten“ von Wladimir Solowjow gehandelt.
Solowjow habe sich, wie Putin, als „Retter der christlichen Mythen und Religionen gegen die Profanität des Westens“ verstanden.
Berdjajew habe die These vertreten, man könne sich nicht von Vergangenheit, Traditionen und Wurzeln der Geschichte trennen.
Die Ideologie Putins bezieht zudem Elemente ein, welche von Philosophen wie Nikolai Danilewski stammen.

### Imperialer Nationalismus nach Iwan Iljin
Iwan Iljin gilt als der „Hausphilosoph“ des Putinismus, der vom Präsidenten in seinen wichtigsten Reden zitiert wird. Der russische Filmregisseur Nikita Michalkow soll Putin nach 1998 mit dem Werk Iljins vertraut gemacht haben. Iljin vertritt in seiner Philosophie eine Mischung aus Hegelianismus, Militarismus und imperialem Nationalismus. So spricht er einigen „Volksstämmen“ die Fähigkeit ab, eigene Staaten zu bilden, u. a. den Kroaten, Slowaken, Katalanen, vor allem aber den im historischen russischen Einflussbereich lebenden baltischen, kaukasischen, zentralasiatischen Völkern wie auch den Ukrainern. Diese müssten daher Iljin zufolge unter der Kontrolle ihrer Nachbarstaaten bzw. unter der „natürlichen Kontrolle“ Russlands verbleiben. Abspaltungsbestrebungen dieser Völker vom Russischen Reich setzt Iljin ein ultranationalistisches „organisches“ Nationsverständnis entgegen. Russland sei ihm zufolge kein „künstlich fabrizierter Mechanismus“, sondern ein „historisch gewachsener und kulturell gerechtfertigter Organismus“. Somit sei eine „Zerstückelung“ dieses russischen nationalen Organismus unmöglich, ohne das dieser dabei leide oder zugrunde geht.
Die Gedankenwelt Iwan Iljins, eines russischen Philosophen aristokratischer Herkunft und slawophilen Faschisten, beeindrucke Putin am meisten. Iljin habe sich mit der Frage befasst, wie ein postsowjetisches Russland beschaffen sein und welche Eigenschaften ein postkommunistischer Führer haben sollte.
Er beschäftigte sich mit Hegel, fürchtete zugleich das Ideal des Individualismus, beobachtete erschrocken ein Überhandnehmen freiheitlichen Lebensstils und war überzeugt, Russland wäre von einer Ausbreitung der „sexuellen Perversion“ bedroht. Er las auch Freud und kam zu der verschrobenen Ansicht, dass die Unterdrückung von Individualität, Sexualität und Hedonismus der Königsweg zu einer guten Gesellschaft wäre. Die Radikalität der Bolschewiki machte auch Iljin zum Extremisten – aber eben auf der Gegenseite, zum Ideologen der „Weißen Armeen“, also der konterrevolutionären, zaristischen Militärs, die gegen die Kommunisten kämpfen.
In seinen Schriften im Exil zwischen den zwanziger und den fünfziger Jahren beschwor Iljin zwanghaft die „Wiedergeburt“ des „Vaterlandes“. Russland war für ihn „Gott, Vaterland und der nationale вождь“ (woschd, voždʹ), was so viel wie (wörtlich) Führer, (übertragen) Souverän, Zar heißt; der eben nicht bloß Person, sondern die Verkörperung der staatlichen Macht, der „Einzige“ ist, der auch über den morschen Apparaten des Staates steht. Demokratie und Entscheidungen durch Wahlen oder Abstimmungen lehnte er ab. Insbesondere für Russland, denn „Demokratie“, „Liberalität“ oder „Freiheit“ passten nicht zu Russland und seiner „eurasischen Identität“. Die Nation wird als organische Einheit imaginiert. Russland sei eine Zivilisation eigener Art, eine Mischung aus der christlich-byzantinischen Kultur und der mongolisch-asiatischen Lebensart. In den zwanziger und dreißiger Jahren bewunderte Iljin Hitler und Mussolini sowie die faschistische Idee als „rettendes Übermaß an patriotischer Willkür“. „Der imperialistische Westen werde das falsche Versprechen von Freiheit nutzen, um Russland Länder wegzunehmen: das Baltikum, den Kaukasus, Zentralasien und vor allem die Ukraine.“ Auf diese hatte Iljin einen regelrechten Hass: Von der Ukraine gehe die größte Gefahr für Verrat und Separatismus aus und sie existiere nur aus Gründen von Ränken und Intrigen als eigenständiges Territorium.
1954 im Schweizer Exil verstorben, war Iljin eigentlich lange vergessen, erst seit den 1990er Jahren wird er in Russland nach und nach wieder verlegt. Vladimir Putin entdeckte ihn bei seiner Suche nach intellektuellen Begründungen seiner neuen Nationalidee und propagiert seitdem Iljins Ideen und zitiert ihn geradezu obsessiv bei nahezu allen seinen Ansprachen. Iljins Gebeine wurden nach Russland überführt und Putin legte Blumen an seinem Grab nieder.

### Surkow
Der Politiker Wladislaw Surkow bezeichnet sich selbst als einen der Autoren dieses Systems.
Laut Robert Misik benutzte Surkow als langjähriger Herrscher über die staatlichen Medien bis 2013 seine Kenntnis post-moderner französischer Philosophie zynisch, um die Bevölkerung zu manipulieren, zu verwirren und zu lähmen: Das unverdorbene russische Volk sei vor der „überdosierten“ und damit verderblichen Freiheit des Westens inklusive seiner „sexuellen Perversion“ zu bewahren. Es bedürfe vielmehr einer „souveränen“ alias „gelenkten Demokratie“; diese sei eigentlich eine „gute Diktatur“. Ab 2014 galt Surkow als Putins persönlicher Berater für den Konflikt in der Ukraine und auch als Erfinder des Vorwurfs eines Genozids an der russischen Ethnie sowie der Idee, „freiwillige“ Kämpfer und „Unabhängigkeits“-Marionetten im Donbass zu installieren.
2020 trat er auch von seinem Amt als Ukraine-Beauftragter zurück; seine heutige Rolle ist völlig im Dunkeln.

### Timofej Sergejzew - Sinowjew Klub
Georgij Schtschedrowizkij war Student bei Alexander Alexandrowitsch Sinowjew und gründete eine sektenähnliche Gruppe sogenannter „Methodologen“. Daraus entstammt auch der für seinen Aufruf zum Völkermord in der Ukraine im April 2022 berühmt gewordene Politikberater Timofej Sergejzew, der schon 2021 zur Entnazifizierung der Ukraine aufrief. Sergejzew gründete mit dem Chefpropagandisten Dmitrij Kisseljow den „Sinowjew-Klub“ für antiwestliche und antiukrainische Propaganda. Dort wurde beispielsweise vom Duma-Abgeordneten Dmitri Kulikow 2015 das Ende der Demokratie postuliert. Schtschedrowizkijs Sohn Pjotr hingegen war nach dem Machtantritt Putins für die Neuerschaffung des Begriffs der „russischen Welt“ verantwortlich.

### Alexander Geljewitsch Dugin
Andreas Umland beschrieb bereits 2004 eine Hinwendung russischer Diskussionen hin zum Publizisten Alexander Dugin. Anders als die Neue Rechte in Europa, deren Versuch die Diskurshoheit zu erlangen wenig erfolgreich verlaufen sei, habe Dugin es vermocht „mittels politischer Mimikry tief in den Diskurs des politischen und akademischen Mainstreams der Russländischen Föderation einzudringen“ und auch in den Medien und Eliten Rückhalt für Vorstellungen zu gewinnen, die unter dem Zeichen des Eurasismus Elemente des Faschismus aufwiesen und stark antiwestlich orientiert seien. Dugin suchte und fand schon in den 1990er Jahren die Nähe zur und die Zusammenarbeit mit der russischen Generalstabsakademie – höherrangige Offiziere berieten ihn bei der Verfassung von Texten – und lobte, nachdem er zuvor die Geheimdienste als westfreundlich kritisiert hatte, den kurz zuvor noch von Wladimir Putin geleiteten FSB als „neue Kaste“, mit der Aufgabe die Hegemonie der Amerikaner zu verhindern und wieder einen mächtigen eurasischen Staat zu schaffen.
2014 diagnostizierte Umland, dass es zwischen den Vorstellungen Dugins und Putins Überschneidungen gäbe, ohne dass sie identisch wären. Putin begründe den imperialen Herrschaftsanspruch nicht mehr mit den alten Idealen der Sowjetunion, sondern durch eine „eher rechte und offen kulturalistische Ideologie vom angeblich gemeinsamen eurasischen Ursprung und Wertesystem bzw. von einer authentischen eurasischen Zivilisation mit ihren verschiedenen nationalen Variationen“ mit dem Ziel einer Eurasischen Union. Der alte Herrschaftsbereich solle so neu begründet werden. Dugin sehe das ähnlich, gehe aber über solch restaurative Ansichten noch weit hinaus, sein vorgestelltes Imperium sei in Begründung und Konzeption neuartig und erinnere an den Faschismus zwischen den Weltkriegen. Die russische Kultur solle von allem Fremden gereinigt werden und ein neuer Typ eines eurasischen und integrierten Menschen geschaffen werden. Das „Ziel der Anhänger Dugins ist eine vollständige Umformung Russlands, des eurasischen Kontinents sowie letztlich der gesamten Welt im Sinne der Vorstellungen einer ‚konservativen Revolution‘“. Insofern sei Dugin revolutionär wo Putin reaktionär bleibe. Dugin injiziere seine Ideologie allerdings äußerst geschickt in Gesellschaft, Eliten und Diskurse: Er verstehe sich dabei nicht als politischer Führer, sondern als Ideengeber, dessen Vorstellungen gefolgt würde, weil sie inzwischen in der Öffentlichkeit hegemonial seien. Putin und Dugin seien mindestens „taktische Verbündete“, die Wiedererlangung des alten Reiches sei auch der erste Schritt bei Errichtung des neuen. Dugins Organisationen spielten eine wichtige Rolle im System Putins, dass er ins Moskauer Establishment vordrang und sich halten könne deute darauf hin, dass er zumindest aus dem Umfeld Putins wohlwollende Unterstützung erhalte. Trotz eher spärlicher akademischer Leistungen habe man Dugin zum Professor an der weitrespektierten Lomonossow-Universität gemacht. Dugin erfülle dazu einen besonderen Zweck für Putin: Gerade der Extremismus duginscher Vorstellungen erlaube es Putin, noch als gemäßigt zu erscheinen. Allerdings sah Umland in dieser Strategie auch für Putin ein Risiko, nämlich das, die gerufenen Geister womöglich nicht mehr loswerden zu können. Das einflussreiche und der Präsidialverwaltung direkt unterstellte Russische Institut für Strategische Studien unter Leonid Reschetnikow, das eine Rolle in der ideologischen Begründung russischer Politik spielt, arbeitete mit Dugin eng zusammen.
2022 nach dem Beginn des Überfalls auf die Ukraine bezeichnete Micha Brumlik Dugin als den „Philosoph[en] hinter Putin“. Es sei „höchste Zeit, Wladimir Putin als einen Revolutionär im Geiste des rechtsextremen Dugin zu begreifen“. Dugin habe 2014 über Putin, mit dem er durchaus auch Auseinandersetzungen wegen dessen nach Dugins Meinung zu großer Liberalität hatte, ausgesagt, dass dieser letztendlich zu einer Politik gegen den Westen zurückkehren werde. Damit habe Dugin recht behalten. Nach Volker Weiß ist zwar unklar, inwiefern Dugins „nationalreligiöses Programm in der Staatsführung tatsächlich Gehör findet. Zu sehr von dieser Mischung scheint sich das Denken dort aber nicht zu unterscheiden, das Russlands Führung zum Angriff trieb.“ Jason Stanley sieht Dugins Beitrag zum Putinismus weniger in direktem politischen Einfluss als darin, dass er Putins geopolitische Ziele und Vorstellungen nachvollziehbar formuliert habe. Beiden gemeinsam sei eine unbedingte Ablehnung des westlichen, kosmopolitischen, Liberalismus. Dugin habe zu dem beigetragen was nun die dominante Ideologie des Kremls sei.
Leonid Luks stimmt dem zu. Dugins pseudowissenschaftliches Kreisen um Geopolitik sei letztlich auf ein eurasisches Großreich und danach - nach Dugins eigenen Worten - final auf den russischen Kampf um die Weltherrschaft gerichtet. Die Entfernung einer unabhängigen Ukraine als Hindernis sei laut Dugin die unbedingte Voraussetzung dafür. Bereits 1997 hatte Dugin in seinem Buch Die Grundlagen der Geopolitik ein Ende ihrer Eigenstaatlichkeit gefordert. Putins gelenkte Demokratie habe die Propagierung dieser Vorstellungen erleichtert, dennoch seien sie lange nicht durchgedrungen und Putin sei 2014 entgegen Dugins Wünschen, der die Eroberung Neurusslands forderte, noch vor einem Großkonflikt mit dem Westen zurückgeschreckt. 2022 jedoch habe sich Putins Kriegspolitik dann tatsächlich dem angenähert, was Dugin seit jeher schon fordert. Putin und Dugin seien sich allerdings auch darin ähnlich, den Kampfeswillen der Ukrainer, die westliche Reaktion und vor allem die USA vollkommen unterschätzt zu haben. Der Gedanke, eine Allianz unzufriedener Staaten in einen Kampf gegen die amerikanische Hegemonie führen zu können, habe sich als Illusion erwiesen.
Dugin selbst reagierte auf die Invasion der Ukraine und Putins Verkündung, dass die „unipolare Weltordnung“ der USA nun beendet sei, triumphierend: Putin habe sich zu einer „Revolution von oben“ entschlossen, die alten „Eliten“ Russlands seien erledigt, nun regierten die Eliten Neurusslands, die in eine volle Konfrontation mit dem Westen gingen, die Ukraine bombardierten und asiatische und afrikanische Partner jenseits des Westens suchten. Liberalismus werde demnächst strafbar sein, Säuberungen stünden an. Alles geschehe wie von den Eurasiern vorgestellt. Putin sei ein Mann, der seine Absichten gekonnt verschleiere, aber handele.

### Gebrüder Kowaltschuk
Nach einer im Jahr 2022 geäußerten Einschätzung eines russischen Politikwissenschaftlers existiert eine „Handvoll“ Geschäftsleute, die so eng mit Wladimir Putin vertraut sind (u. a. weil sie mit Putin eine „bestimmte Weltsicht“ und „Vorstellungen von der Zukunft“ teilen), dass sie bei Putin wichtige politische Entscheidungen anstoßen können, die anderen Oligarchen nicht vorbehalten sind. Zu der „Handvoll“ Geschäftsleute gehörten die Gebrüder Michail und Juri Kowaltschuk.

## Einschätzung des Putinismus und seine mögliche Charakterisierung als faschistisch
Der deutsche Osteuropa-Historiker Erwin Oberländer bezeichnet Putins Russland für das Jahr 2017 als eine „nationalkonservative Diktatur“, die mit dem Begriff „gelenkte Demokratie“ nur „schöngeredet“ werde. Stefan Plaggenborg sah bereits 2014 nach der Annexion der Krim Analogien zum Aufkommen des italienischen Faschismus.
Der Politologe Taras Kuzio (2022) argumentiert, dass Putin sein System hin zum Faschismus wende. 2020 habe er sich durch Verfassungsänderung in einem unfreien Referendum die Möglichkeit gegeben bis 2036 an der Macht zu bleiben, freie Medien seien dem folgend unterdrückt und gemeinsam mit der Opposition zerschlagen worden, damit sei die Schwelle zur Diktatur überschritten. Seit Beginn des Krieges gegen die Ukraine seien dazu Militarismus und Nationalismus nochmal gesteigert worden, Ukrainer würden in der Propaganda dehumanisiert, jeder Gedanke an eine ukrainische Identität werde delegitimiert, auf Völkermord gerichtete Drohungen würden ausgestoßen und ein Vernichtungskrieg sei begonnen worden. Ähnlich wie Hitler wolle Putin revanchistisch eine als ungerecht betrachtete internationale Ordnung umwerfen. Damit habe Russland sich klassischen Merkmalen des Faschismus angenähert. Auch Osteuropahistoriker und Holocaustforscher Timothy Snyder (2022) hält das System Putins mittlerweile für faschistisch: Einparteienherrschaft, verschwörungstheoretisches Freund-Feind-Denken und die versuchte Auslöschung der Ukraine als Staat mit eigenen Traditionen bis hin zu genozidalen Handlungen wie Deportationen von Kindern nach Russland seien deutliche Indikatoren dafür. Alexander Motyl sieht das System Russlands gleichfalls als faschistisch an. Faschistische Staaten unterschieden sich von anderen autoritären oder totalitären Systemen dadurch, dass sie von einem charismatischen Personenkult geprägt seien, was für Putins Russland zutreffe,- auch wenn der erkennbar alternde Putin Schwierigkeiten habe das hypermaskuline Bild aufrechtzuerhalten. Der Philosoph und Faschismusforscher Jason Stanley bejaht die Charakterisierung des Putinismus als faschistisch, da Putin starke Anleihen beim faschistischen Denken Alexander Dugins genommen habe und dieses nun die dominante Ideologie des Kreml sei.
Der russische Ökonom und Soziologe Wladislaw Inosemzew sieht in Putin einen Faschisten im klassischen Sinne. Da er nicht rassistisch argumentiere, sondern kulturalistisch, sei er nicht mit Adolf Hitler zu vergleichen, sondern mit Benito Mussolini. Ausgehend von der Faschismusdefinition nach Robert Paxton macht Inosemzew bei Putin eine besessene Beschäftigung mit einer als demütigend erfahrenen Geschichte und ein Bündnis von aggressiven Nationalisten mit alten Eliten aus, verbunden mit (einst von Umberto Eco für den Faschismus entwickelten) Merkmalen wie des Kultes der Tradition bei gleichzeitigem Verschwörungsdenken und Brandmarkung von Abweichung als Verrat. Vier Säulen des Systems seien auszumachen: Das Ziel alle identifizierten Russen in einem einzigen Staat zu vereinen und diesen zu militarisieren, das Fortschreiten der beherrschenden Rolle des Staates in der Wirtschaft hin zu korporativen Strukturen (was an Vorstellungen Giovanni Gentiles erinnere), die Reorganisation der Staatsverwaltung zu „Vollstreckungsbehörden“ wie Streitkräften, Nationalgarde, weiteren paramilitärischen Organisationen wie Privatarmeen oder „ethnischen Garden“ wie den Soldaten Ramsan Kadyrows und den Geheimdiensten, die allesamt von Vertrauten Putins geleitet und in der Verfassung teilweise nicht mal erwähnt würden und viertens die Staatspropaganda mitsamt Festschreibung politischer und historischer Narrative.
Die beiden vergleichenden Faschismusforscher Roger Griffin und Stanley Payne (2022) hingegen lehnen auch im Kontext des russischen Überfalls auf die Ukraine 2022 eine Einordnung Putins als „Faschisten“ ab, da seine Ideologie nicht revolutionär, sondern reaktionär ausgerichtet sei. Zwar hält Payne fest, dass Putins Regime das seit dem Ende des Zweiten Weltkrieges „nächstliegende Analogon zum Faschismus in einem großen Land“ darstellen würde. Dem Vergleich mit Mussolini und Hitler hält Payne dennoch entgegen, dass Putin „als Apparatschik aufgewachsen“ und somit „ein Produkt des russischen Staates“ sei, der keine „dynamische und charismatische Bewegung im faschistischen Stil“ aufgebaut habe. Payne konstatiert, Putins politisches System sei „eher eine Wiederbelebung des Glaubensbekenntnisses von Zar Nikolaus I. im 19. Jahrhundert, der Orthodoxie, Autokratie und Nationalität betonte, als eines, das den revolutionären, modernisierenden Regimen von Hitler und Mussolini“ ähnelt. Roger Griffin hält an einer Betrachtungsweise des Putin-Regimes als illiberale Demokratie fest und sieht Russland stattdessen ideologisch in einer Reihe mit Narendra Modis Indien. Man könne jedoch laut Griffin auch einen Vergleich zum ultranationalistischen Regime Japans während des Zweiten Weltkrieges ziehen, das ebenfalls einige Elemente des Faschismus übernahm, ohne aber selbst zu einem authentisch faschistischen Regime zu werden. Anders als beim revolutionären Ultranationalismus der Faschisten, würden diese Staatsführer nicht versuchen, das bisherige System zu zerstören, sondern es stattdessen aushöhlen und in ihrem Sinne benutzen.
Der französische Philosoph Michel Eltchaninoff (2022) sieht in seinem Buch zum Putinismus dessen Verhältnis zum Faschismus kritisch. Er folgt dem Urteil des russischen Historikers Nikolai Mitrochin, demzufolge die Philosophie Iwan Iljins für das Putin-Regime die „russische Alternative zum Faschismus“ darstelle. So sei Iljin von seiner kurzzeitigen Bewunderung für Mussolini und Hitler zwar wieder abgerückt, habe aber anschließend in Salazars Portugal und Francos Spanien seine Vorbilder gesehen. Damit liefere er dem Putinismus eine Möglichkeit, „den Faschismus zu umgehen und doch ganz eng mit ihm zu verkehren“. Jedenfalls stelle sich im Kontext von Putins Diskurs, so Eltchaninoff weiter, erneut die Frage nach den noch wenig erforschten Verbindungen zwischen einem Teil der weißgardistischen Emigration, dem Faschismus und dem Nationalsozialismus.
Der Journalist Michael Thumann erklärt in der Morgenkolumne von Zeit Online am 10. Juni 2022, weshalb er den Putinismus nicht für Faschismus hält: Zwar gebe es, wie Snyder ausführt, durchaus Analogien, doch sei dessen Argumentation unscharf und sein Faschismusbegriff überdehnt. Thumanns Moskauer Beobachtungen stimmten damit nicht überein. Er habe da „noch keine quasi staatlichen Milizen“ wie SA oder „Fasci di Combattimento“ gesehen, die die Menschen terrorisierten. Auch fehle dem Putinismus eine klare Ideologie. Putins dürftige Geschichtsaufsätze seien ein „abgeschriebenes Sammelsurium von Halb- und Unwahrheiten.“ Er sei „ein »neuer Nationalist«, der sich seinen Nationalismus je nach Lage und Opportunität zusammenmixt“. Es gebe keinen naziartigen Totenkult; vielmehr werden die Gefallenen im Ukraine-Krieg „nicht geehrt und gefeiert, sondern versteckt und vergraben.“ Putin „überhöht den Krieg nicht als das Ziel menschlichen Daseins“, sondern verpackt seinen Angriffskrieg als Operation und scheut bisher die Generalmobilmachung. Das „passt auf ein verwandtes System: die Gewaltherrschaft eines Mannes. Eine Diktatur“ nach dem Vorbild seiner russischen ultraautoritären Vorgänger.
Ulrich Herbert lehnt eine Charakterisierung des Systems Putins als faschistisch gleichfalls ab, dazu fehle es an einer tragenden Massenbewegung. Vergleiche mit Hitler seien disproportional, es sei falsch jede brutale Rechtsdiktatur als faschistisch zu bewerten. Andreas Buller wiederum wendet sich dem Studium der Moral und Sprache des Putinismus zu, dessen moralische Ursprünge er sowohl in der Ethik des Bolschewismus als auch in der Ideologie des Nationalsozialismus findet.